# Simon Sarto
Simon Sarto († 1719) war ein zu Beginn des 18. Jahrhunderts tätiger Architekt der Kurfürsten Johann Wilhelm und Karl III. Philipp von der Pfalz.

## Leben

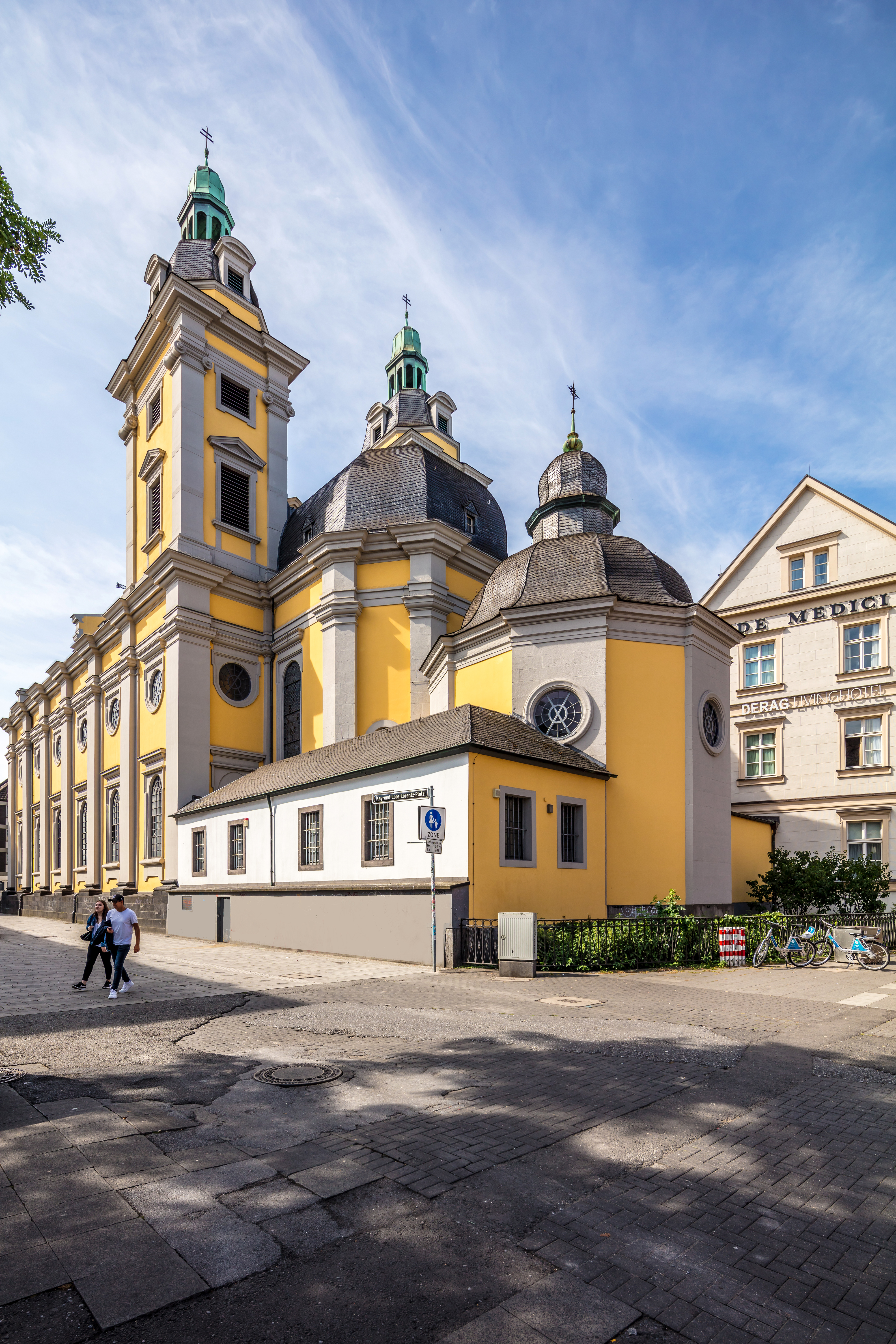
St. Andreas, Düsseldorf – Das Mausoleum ist der mit einer Laterne bekrönte polygonale Zentralbau vor dem Chor der Hofkirche.

Simon Sarto war ein Architekt und Baumeister, vermutlich wallonischer Herkunft. Mit seinen Kompagnons Drianne und J. D. Persetz (Persee) führte er für den Kurfürsten Johann Wilhelm eine Reihe größerer Baumaßnahmen durch, unter anderem für Schloss Bensberg. Ab 1708 waren sie für den Umbau von Schloss Krickenbeck tätig. In der gleichen Zeit errichteten sie das Palais Schaesberg in Düsseldorf. Von 1709 bis 1715 waren Sarto und seine Kompagnons mit der Anlage eines neuen Retranchements an der Festung Düsseldorf betraut. Insbesondere hatten sie eine Circumvallation der barocken Festungserweiterung („Extension“) zu errichten. In dieser Zeit stieg Sarto am Hofe Johann Wilhelms zum „Surintendanten“ auf. Als solcher wurde er 1713/1714 zum Nachfolger von Aloysius Bartoli (Bartoly) berufen.
Als bekanntestes Werk wird Sarto der Entwurf des an der Andreaskirche gelegenen Mausoleums des Hauses Pfalz-Neuburg in Düsseldorf zugeschrieben. 1716/1717 leitete er die Bauarbeiten, ehe er nach Heidelberg abberufen wurde. Nach Johann Adam Breunig war Sarto ab Sommer 1715 auch mit dem Innenausbau des Westflügels von Schloss Schwetzingen betraut.